# دانيال ميلر (لاعب كريكت)
دانيال ميلر (12 يونيو 1983 في المملكة المتحدة - ) (بالإنجليزية: Daniel Miller)‏ هو لاعب كريكت بريطاني. لعب مع نادي مقاطعة سري للكريكت ‏ وLoughborough MCC University ‏.

## وصلات خارجية
- دانييل ميلر على موقع إي آس بي آن كريك إنفو (الإنجليزية)